# Gurupá (kommun)
Gurupá är en kommun i Brasilien.   Den ligger i delstaten Pará, i den norra delen av landet, 1 700 km norr om huvudstaden Brasília. Antalet invånare är 29 060. Gurupá ligger på ön Ilha Grande de Gurupá.
Följande samhällen finns i Gurupá:
- Gurupá

I omgivningarna runt Gurupá växer i huvudsak städsegrön lövskog. Runt Gurupá är det mycket glesbefolkat, med 3 invånare per kvadratkilometer.